# Laarbeekbos

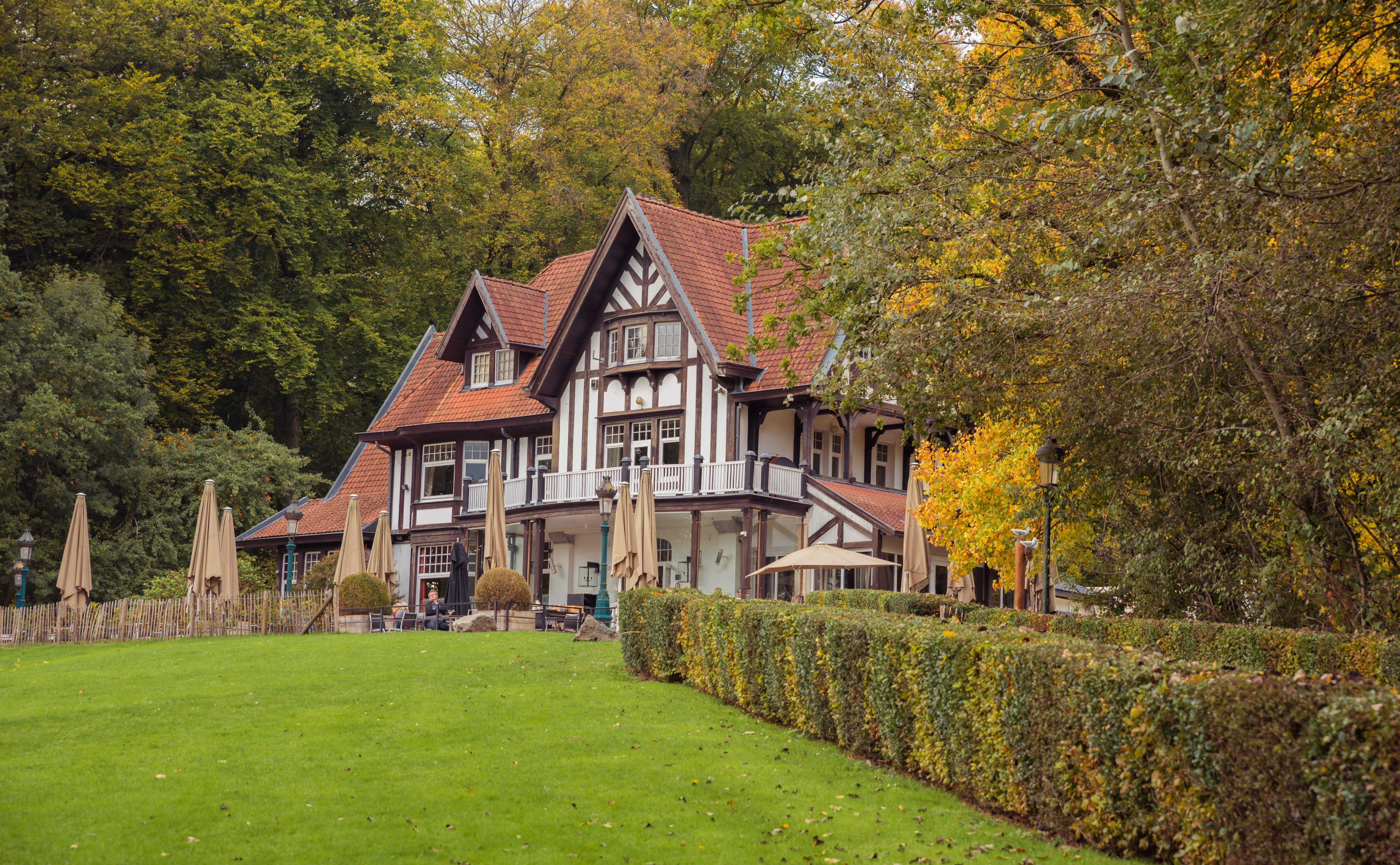
De chalet van het Laarbeekbos

Het Laarbeekbos (Frans: Bois du Laerbeek) is een bos in de gemeente Jette, in het noorden van het Brussels Hoofdstedelijk Gewest. Het heeft een oppervlakte van 34 ha en vormt daarmee het grootste bosgebied in het noorden van het gewest. Het bos ligt op de grens met het Vlaams Gewest en sluit in het noorden aan op een openruimtegebied, hoewel de R0 hier een barrière vormt. In het zuiden en zuidoosten grenst het Laarbeekbos aan andere groene ruimten: het Poelbos, het Koning Boudewijnpark en de Moerassen van Jette-Ganshoren. In het oosten grenst het bos aan de Campus Jette met het Universitair Ziekenhuis Brussel.
De aanblik van het Laarbeekbos doet wat denken aan het Zoniënwoud, met zijn vele oude beuken. Het verleden van het Laarbeekbos is, net zoals dat van het aangrenzende Dielegem- en Poelbos, verbonden met de geschiedenis van de Premonstratenzerabdij van Dielegem die in de elfde eeuw werd gesticht.
Het Laarbeekbos kent een uitzonderlijke biodiversiteit en maakt deel uit van de speciale beschermingszone Natura 2000 in het Brussels Hoofdstedelijk Gewest.

## Geschiedenis
In de Romeinse tijd was de omgeving van het Laarbeekbos reeds bewoond, getuige de Romeinse villa van Jette die er opgegraven is.
De Abdij van Dielegem, gesticht in de elfde eeuw, startte op de plaats van het huidige bos een kalksteengroeve. De plaats kreeg de naam 'het laar'. De stenen uit de groeve werden gebruikt voor de bouw van de abdij zelf, maar ook voor de Onze-Lieve-Vrouwkerk van Mechelen en een deel van de Sint-Michielskathedraal in Brussel. De uitbating van de steengroeve werd beëindigd in de vijftiende eeuw omdat de groeve er de grondwatertafel raakte en dit de ontginning te veel bemoeilijkte door overstromingen. De abdij zocht een andere productieve bestemming voor de gronden en besloot er een bos aan te planten. Rond 1600 bedroeg de oppervlakte van het bos echter nog maar vijf hectare. De volgende twee eeuwen werd het bos gevoelig uitgebreid tot meer dan honderd hectare aan het einde van de achttiende eeuw. Hierbij reikte het bos tot aan de Molenbeek.
Na de Franse Revolutie kwamen de bezittingen van de abdij in handen van de staat. Vanaf 1796 kwam het bos in handen van verschillende speculanten. Onder de verschillende eigenaars verkleinde de oppervlakte van het bos tijdens de negentiende eeuw met twee derde. Een van de eigenaars, Eugène Van den Elschen, een Elsense advocaat, bouwt in 1908 een paviljoen in Normandische stijl aan de zuidrand van het bos. Deze chalet is vandaag een restaurant en maakt deel uit van de uitbreiding van het Koning Boudewijnpark (derde fase).
In 1962 werd gemeente Jette eigenaar van het bos en de chalet. Het bos werd in 1976 geklasseerd als waardevol bos en landschap, waarna het in 1977 door de gemeente werd verkocht aan de Belgische staat, dienst Waters en Bossen. Na de regionalisering overgedragen aan Leefmilieu Brussel. Een deel van het bos is sinds 1998 beschermd als gewestelijk natuurreservaat. Het bos is Europees beschermd als onderdeel van Natura 2000-habitatrichtlijngebied Bossen en vochtige gebieden van de Molenbeekvallei in het noordwesten van het Brussels Gewest.

## Fauna en flora
Het bos ligt op een helling met zuidelijke oriëntatie. Centraal in het bos ligt een diep dal dat ontstond door de uitbating van de steengroeve. Hier ligt ook een bosvijver met een lengte van een dertigtal meter. Gelijkaardig aan het Zoniënwoud kent het Laarbeekbos een aanplanting van beuken (Fagus sylvatica) die ongeveer allemaal even oud zijn. Verder zijn er ook delen met een essen-beukenbos met het vrij zeldzame daslook.
Het water van de beken is zuiver en bijzonder rijk aan calciumcarbonaat. Bij contact met de atmosferische lucht ontsnapt het koolzuur uit het water waardoor dit calciumcarbonaat neerslaat. De gevormde poreuze kalksteen is gekend als kalktuf en is een uitzonderlijk fenomeen in het Brussels Hoofdstedelijk Gewest.
Afhankelijk van de ondergrond kent het Laarbeekbos een typische flora. Men vindt er daslook, bosanemonen en enkele boshyacinten. Op de kalkrijke grond vindt men naast daslook en anemonen ook onder meer meiklokjes, bossleutelbloemen en penningkruid. Het Laarbeekbos is een belangrijk voedingsgebied voor verschillende soorten vleermuizen, waaronder de grootoorvleermuis en de zeldzame mopsvleermuis.

## Verbreding Brusselse Ring

### Geschiedenis
De huidige Brusselse Grote Ring tussen knooppunt Groot-Bijgaarden en knooppunt Strombeek-Bever werd aangelegd naar aanleiding van Expo 58 in 1958.
De knooppunten Strombeek-Bever en Groot-Bijgaarden worden pas halverwege de jaren ‘80 afgewerkt. In navolging hiervan werd tussen 1995 en 2001 ook de N9 van een nieuw (snelweg)tracé en vernieuwde oprit (op- en afritcomplex 10 'Zellik') voorzien waarbij de ring al verbreed werd tussen het knooppunt Groot-Bijgaarden en het bos. Hierbij werden nieuwe bruggen over spoorlijn 60 voorzien en kreeg de N9 een halfklaverbladaansluiting op de ring. Deze verbreding eindigde abrupt voordat de snelweg langs het Laarbeekbos gaat, wat in een flessenhals voor het verkeer resulteert.

### Verbreding en protest
Plannen voor een verdere verbreding werden in 2008 opgestart door de Vlaamse Regering. Er ontstond echter de vrees dat vijf hectare van het beschermde Laarbeekbos hiervoor zou moeten verdwijnen. Natuurbewegingen en de gemeente Jette protesteerden tegen de plannen van de Vlaamse regering.

### Omleiding
In de Maatschappelijke kosten-batenanalyse (MKBA) die in 2013 in opdracht van de Vlaamse regering werd opgemaakt, werd echter ook een variant onderzocht waarbij het Laarbeekbos gespaard zou blijven door een omleiding aan de noordzijde van de huidige ring te voorzien. De bijkomende kosten hiervoor zouden minimaal zijn. De huidige binnenring zou ter hoogte van het Laarbeekbos hierbij omgevormd worden tot een parallelbaan in oostelijke richting, terwijl de huidige buitenring (richting westen, knooppunt Groot-Bijgaarden) omgevormd zou worden tot hoofdweg in oostelijke richting. Een nieuwe buitenring (hoofdweg en parallelbaan) zou dan ten noorden van de huidige ring worden aangelegd.
In maart 2016 besliste de Vlaamse overheid om voor het basisproject met omleiding ter hoogte van het Laarbeekbos te gaan. Hierbij wordt eveneens een ecoduct met wandel- en fietsverbinding voorzien ter hoogte van het Laarbeekbos. Eerder maakte het Agentschap voor Natuur en Bos al bekend dat het 26 hectare landbouwgrond aan de overzijde van de ring ter hoogte van het Laarbeekbos had aangekocht met de bedoeling er vanaf 2028 te starten met het planten van een nieuw bos.

## Fotogalerij

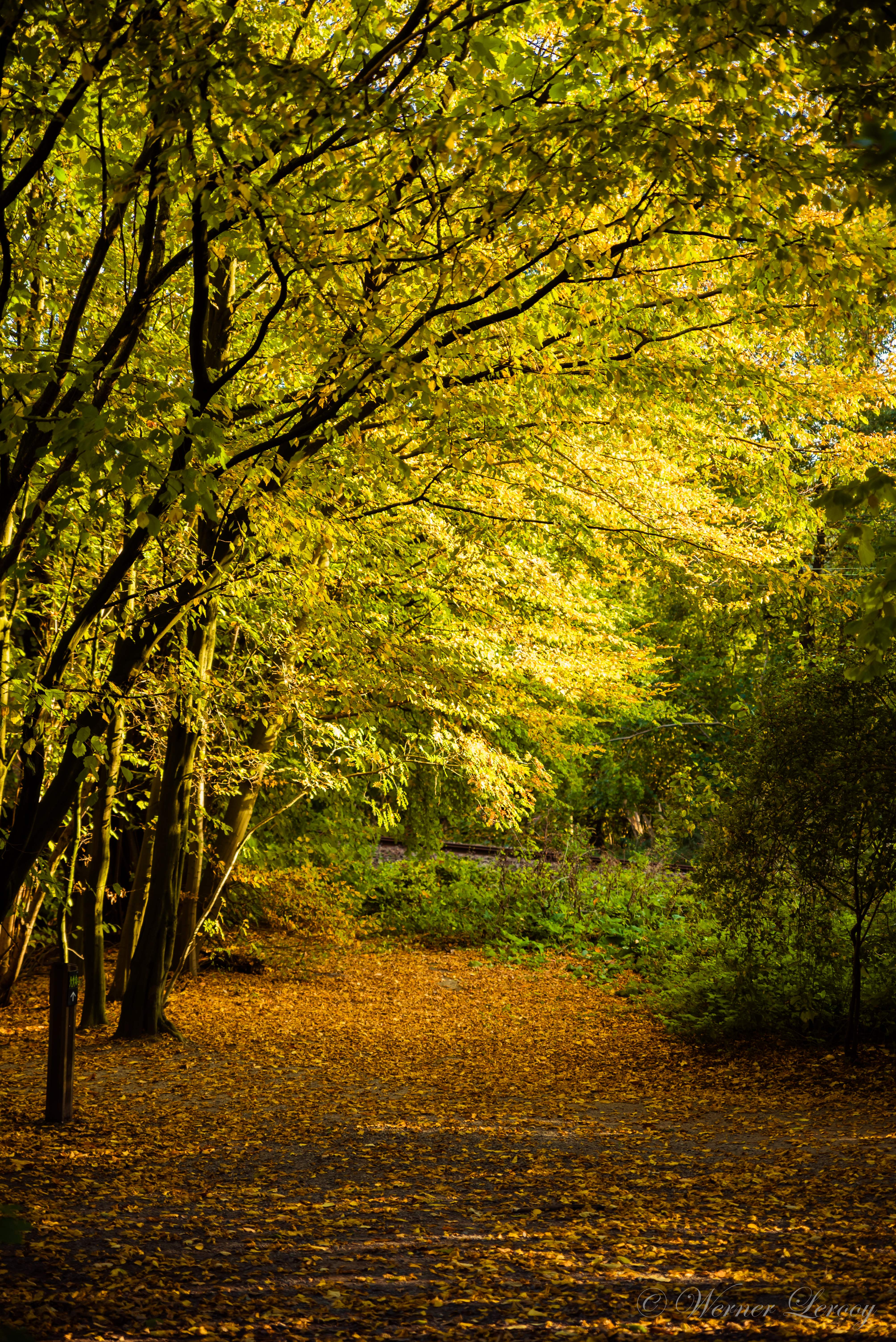
Herfstkleuren in het Laarbeekbos
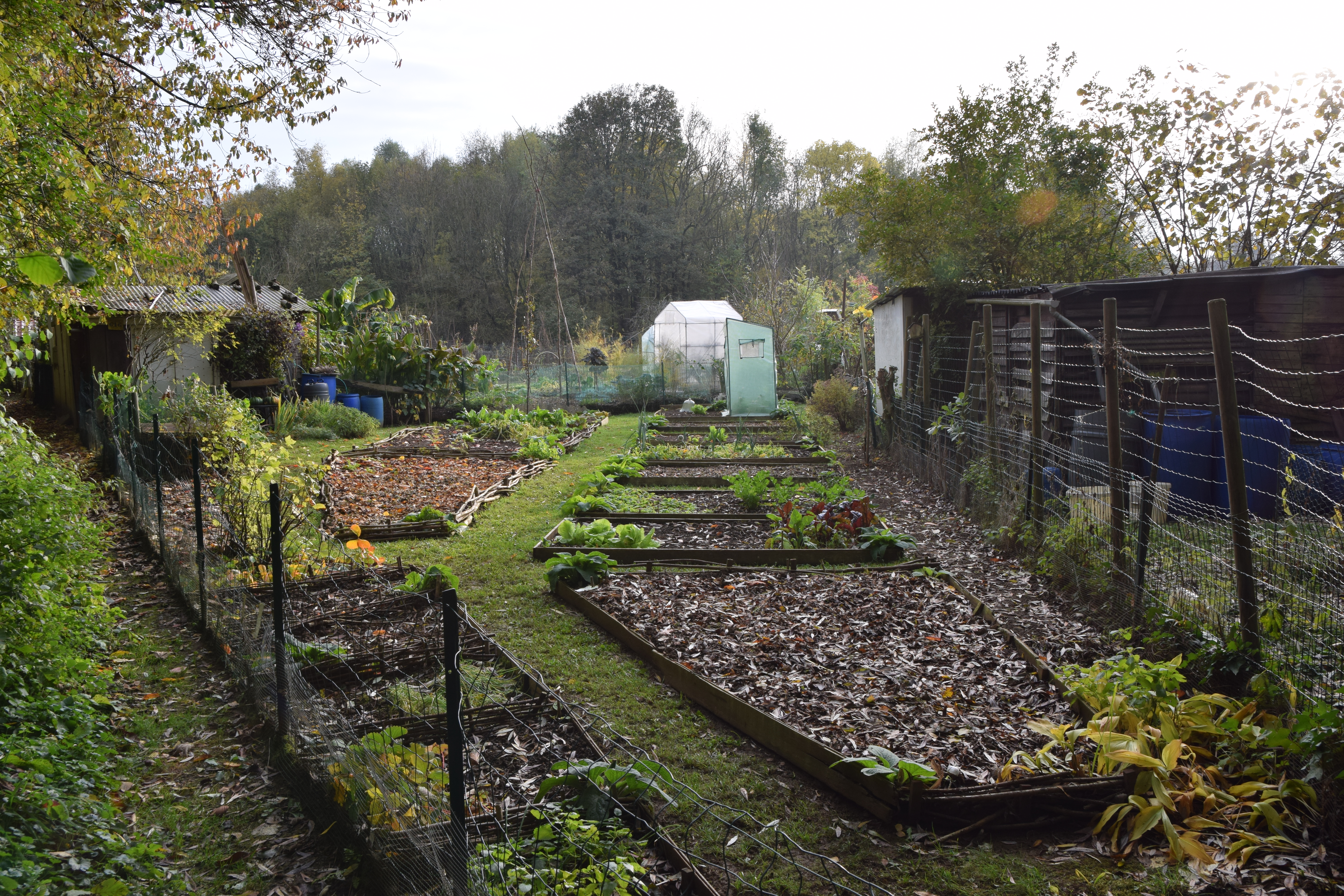
Volkstuintjes aan de rand van het Laarbeekbos
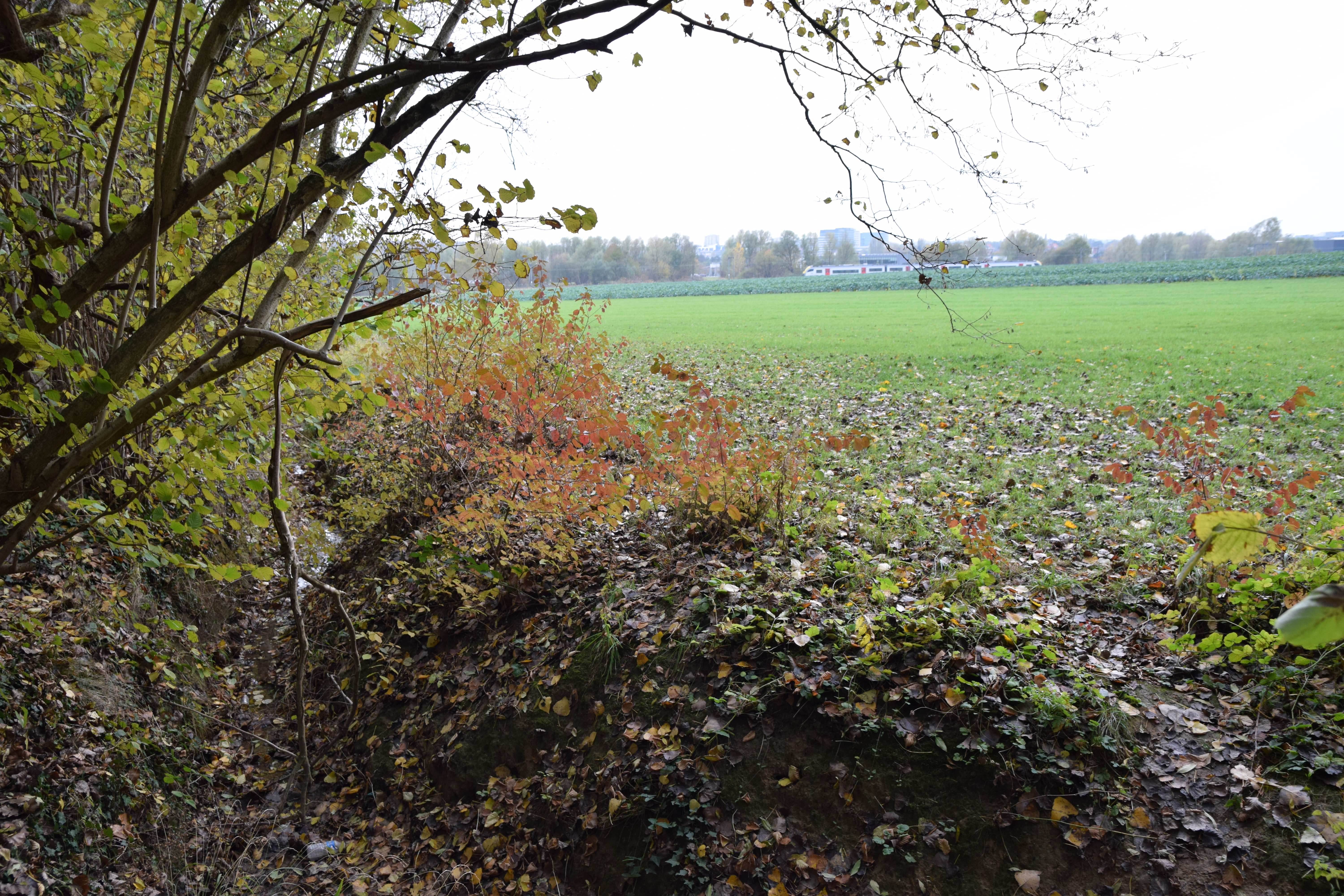
Laarbeekbos met veld en spoorweg in de verte